# Iñigo Martínez
Iñigo Martínez Berridi (ur. 17 maja 1991 w Ondarroi) – hiszpański oraz baskijski piłkarz występujący na pozycji obrońcy w saudyjskim klubie Al-Nassr oraz w reprezentacji Hiszpanii.

## Kariera klubowa
Martínez do akademii Realu Sociedad przeszedł z lokalnego klubu Aurrerá de Ondarroa. W seniorskiej piłce zadebiutował w sezonie 2009/10, gdy pomógł rezerwom w awansie z czwartej ligi, trafiając jedną bramkę w 23 meczach.
27 sierpnia 2011 zadebiutował w pierwszym zespole, w La Lidze. Zagrał 90 minut w wygranym wyjazdowym meczu ze Sportingiem Gijón. 2 października 2011 zdobył swojego pierwszego gola w klubie w derbach z klubem Athletic Bilbao.

## Statystyki klubowe
(aktualne na 18 maja 2025)
| Klub               | Sezon              | Liga               | Liga  | Liga   | Puchar Króla | Puchar Króla | Europa | Europa | Inne  | Inne   | Suma  | Suma   |
| Klub               | Sezon              | Liga               | Mecze | Bramki | Mecze        | Bramki       | Mecze  | Bramki | Mecze | Bramki | Mecze | Bramki |
| ------------------ | ------------------ | ------------------ | ----- | ------ | ------------ | ------------ | ------ | ------ | ----- | ------ | ----- | ------ |
| Real Sociedad B    | 2009/2010          | Tercera División   | 23    | 1      | –            | –            | –      | –      | –     | –      | 23    | 1      |
| Real Sociedad B    | 2010/2011          | Segunda División B | 31    | 1      | –            | –            | –      | –      | –     | –      | 31    | 1      |
| Real Sociedad B    | Ogólnie            | Ogólnie            | 54    | 2      | 0            | 0            | 0      | 0      | 0     | 0      | 54    | 2      |
| Real Sociedad      | 2011/2012          | Primera División   | 26    | 3      | 2            | 0            | –      | –      | –     | –      | 28    | 3      |
| Real Sociedad      | 2012/2013          | Primera División   | 34    | 4      | 1            | 0            | –      | –      | –     | –      | 35    | 4      |
| Real Sociedad      | 2013/2014          | Primera División   | 35    | 2      | 5            | 0            | 7      | 0      | –     | –      | 47    | 2      |
| Real Sociedad      | 2014/2015          | Primera División   | 34    | 2      | 3            | 0            | 4      | 0      | –     | –      | 41    | 2      |
| Real Sociedad      | 2015/2016          | Primera División   | 30    | 1      | 1            | 0            | –      | –      | –     | –      | 31    | 1      |
| Real Sociedad      | 2016/2017          | Primera División   | 34    | 3      | 6            | 1            | –      | –      | –     | –      | 40    | 4      |
| Real Sociedad      | 2017/2018          | Primera División   | 12    | 1      | 1            | 0            | 3      | 0      | –     | –      | 16    | 1      |
| Real Sociedad      | Ogólnie            | Ogólnie            | 205   | 16     | 19           | 1            | 14     | 0      | 0     | 0      | 238   | 17     |
| Athletic Bilbao    | 2017/2018          | Primera División   | 16    | 0      | 0            | 0            | –      | –      | –     | –      | 16    | 0      |
| Athletic Bilbao    | 2018/2019          | Primera División   | 33    | 0      | 2            | 0            | –      | –      | –     | –      | 35    | 0      |
| Athletic Bilbao    | 2019/2020          | Primera División   | 33    | 1      | 8            | 0            | –      | –      | –     | –      | 41    | 1      |
| Athletic Bilbao    | 2020/2021          | Primera División   | 28    | 1      | 3            | 1            | –      | –      | 2     | 0      | 33    | 2      |
| Athletic Bilbao    | 2021/2022          | Primera División   | 27    | 3      | 5            | 1            | –      | –      | 2     | 0      | 34    | 4      |
| Athletic Bilbao    | 2022/2023          | Primera División   | 15    | 1      | 3            | 0            | –      | –      | –     | –      | 18    | 1      |
| Athletic Bilbao    | Ogólnie            | Ogólnie            | 152   | 6      | 21           | 2            | 0      | 0      | 4     | 0      | 177   | 8      |
| FC Barcelona       | 2023/2024          | Primera División   | 20    | 0      | 1            | 0            | 4      | 0      | 0     | 0      | 25    | 0      |
| FC Barcelona       | 2024/2025          | Primera División   | 28    | 0      | 5            | 1            | 11     | 2      | 2     | 0      | 46    | 3      |
| FC Barcelona       | Ogólnie            | Ogólnie            | 48    | 0      | 6            | 1            | 15     | 2      | 2     | 0      | 71    | 3      |
| Ogólnie w karierze | Ogólnie w karierze | Ogólnie w karierze | 459   | 24     | 46           | 4            | 29     | 2      | 6     | 0      | 540   | 30     |

## Sukcesy

### Athletic Bilbao
- Superpuchar Hiszpanii: 2020/2021

### FC Barcelona
- Mistrzostwo Hiszpanii: 2024/2025
- Superpuchar Hiszpanii: 2024/2025
- Puchar Króla: 2024/2025

### Reprezentacyjne
- Mistrzostwo Europy U-21: 2013